# Philipp von Hessen-Homburg
Philipp von Hessen-Homburg (* 3. April 1676 in Weferlingen; † 15. November 1703 bei Speyer) aus dem Haus Hessen war ein hessischer Dragoner-Offizier, zuletzt Generalmajor.
Philipp war der dritte Sohn des Landgrafen Friedrich II. von Hessen-Homburg (1633–1708), des berühmten „Prinzen von Homburg“, und dessen zweiter Gemahlin, der Prinzessin Luise Elisabeth (1646–1690), Tochter des Herzogs Jakob von Kurland (1610–1662).
Er trat in den Militärdienst des Landgrafen Karl von Hessen-Kassel. In dessen 1688 durch Graf Johann Ernst von Nassau-Weilburg aufgestellten Dragoner-Regiment wurde er 1695 Oberstleutnant, 1696 Oberst und Nachfolger von Albrecht von Tettau als Chef dieses Regiments. 1701 wurde er zum Generalmajor befördert.
Er fiel, unverheiratet, während des Spanischen Erbfolgekriegs am 15. November 1703 in der Schlacht am Speyerbach.